# Eva Angelina
Eva Angelina (* 14. března 1985 Huntington Beach, Kalifornie) je americká pornoherečka. Získala několik ocenění v oboru, včetně NightMoves Award 2007 za nejlepší herečku, AVN Awards 2008 za nejlepší herečku, XRCO Awards 2008 za nejlepší herečku a XBIZ Awards 2008 za ženský herecký výkon roku. V roce 2018 byla uvedena do Síně slávy AVN.

## Raný život
Narodila se 14. března 1985 v Huntington Beach v Kalifornii.

## Kariéra
Do pornoprůmyslu vstoupila odpovědí na inzerát v novinách – její první scéna se objevila v roce 2003 v seriálu Shane's World s panem Petem, když jí bylo 18 let. Je známá tím, že při svých vystoupeních nosí brýle. V roce 2010 ji časopis Maxim označil za jednu z 12 nejlepších ženských hvězd v pornoprůmyslu. V roce 2014 řekla v rozhovoru pro časopis Vice, že získala licenci na realitní činnost a snaží se opustit oblast pornoprůmyslu. V roce 2024 se vrátila do pornoprůmyslu, když podepsala smlouvu se společností Vixen Media Group na exkluzivní vystupování pro její značky.

## Osobní život
V letech 2007 až 2009 byla provdaná za britského pornoherce Dannyho Mountaina. Má dvě děti.

## Ocenění a nominace
- 2007 AEBN VOD Award – interpret roku[9]
- 2007 September Twistys Treat[10]
- 2007 NightMoves Award – nejlepší herečka (volba fanoušků)[11]
- 2008 AVN Awards – nejlepší herečka - Video – Upload[12]
- 2008 AVN Awards – nejlepší sólová sexuální scéna - Video – Upload[12]
- 2008 Adult DVD Empire – Empire Girl[13]
- 2008 XBIZ Award – interpretka roku[14]
- 2008 XRCO Award – nejlepší herečka, samostatný výkon – Upload[15]
- 2008 NightMoves Award – nejlepší gonzo vydání se všemi sexuálními praktikami (volba redakce) – E for Eva[16]
- 2010 AVN Awards – nejlepší dívčí skupinová sexuální scéna – Deviance[17]
- 2010 XBIZ Award – webová stránka roku pro pornohvězdy[18]
- 2010 XRCO Award – nejlepší Cumback[19]
- 2010 Fame Registry Award – oblíbený produkt fanoušků[20]
- 2011 AVN Awards – nejlepší dráždivé představení – Car Wash Girls[21]
- 2011 Fame Registry Award – oblíbená nejžhavější bruneta fanoušků[22]
- 2012 Fame Registry Award – oblíbená nejžhavější bruneta fanoušků[23]
- 2018 Síň slávy AVN[1]